# Brookdale, Western Australia
Brookdale är en ort i Australien. Den ligger i kommunen Armadale och delstaten Western Australia, omkring 27 kilometer sydost om delstatshuvudstaden Perth. Närmaste större samhälle är Armadale, nära Brookdale. 